# 吉安郷

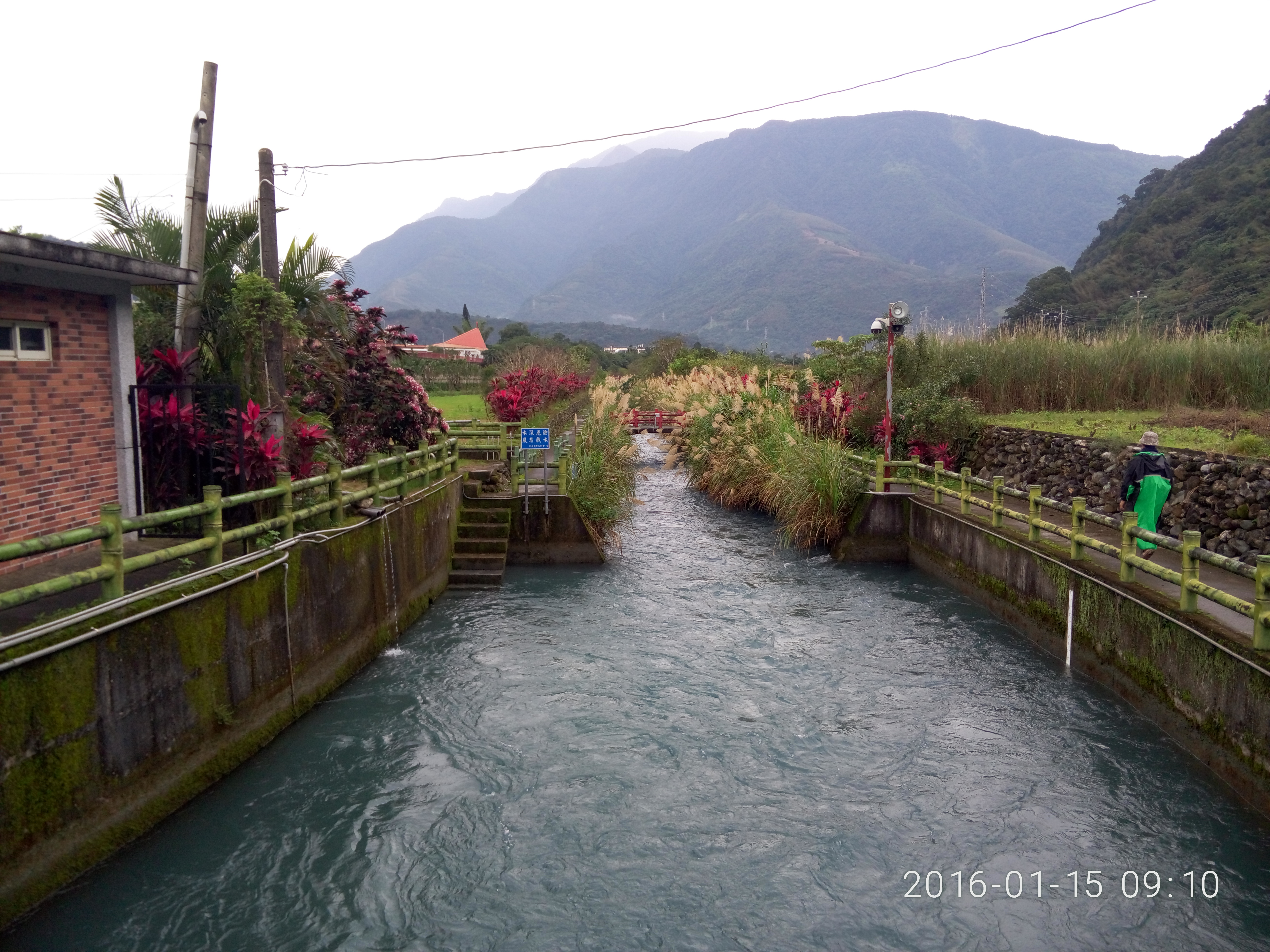
南華村と干城村の境界線をなす吉安圳（不尽圳）

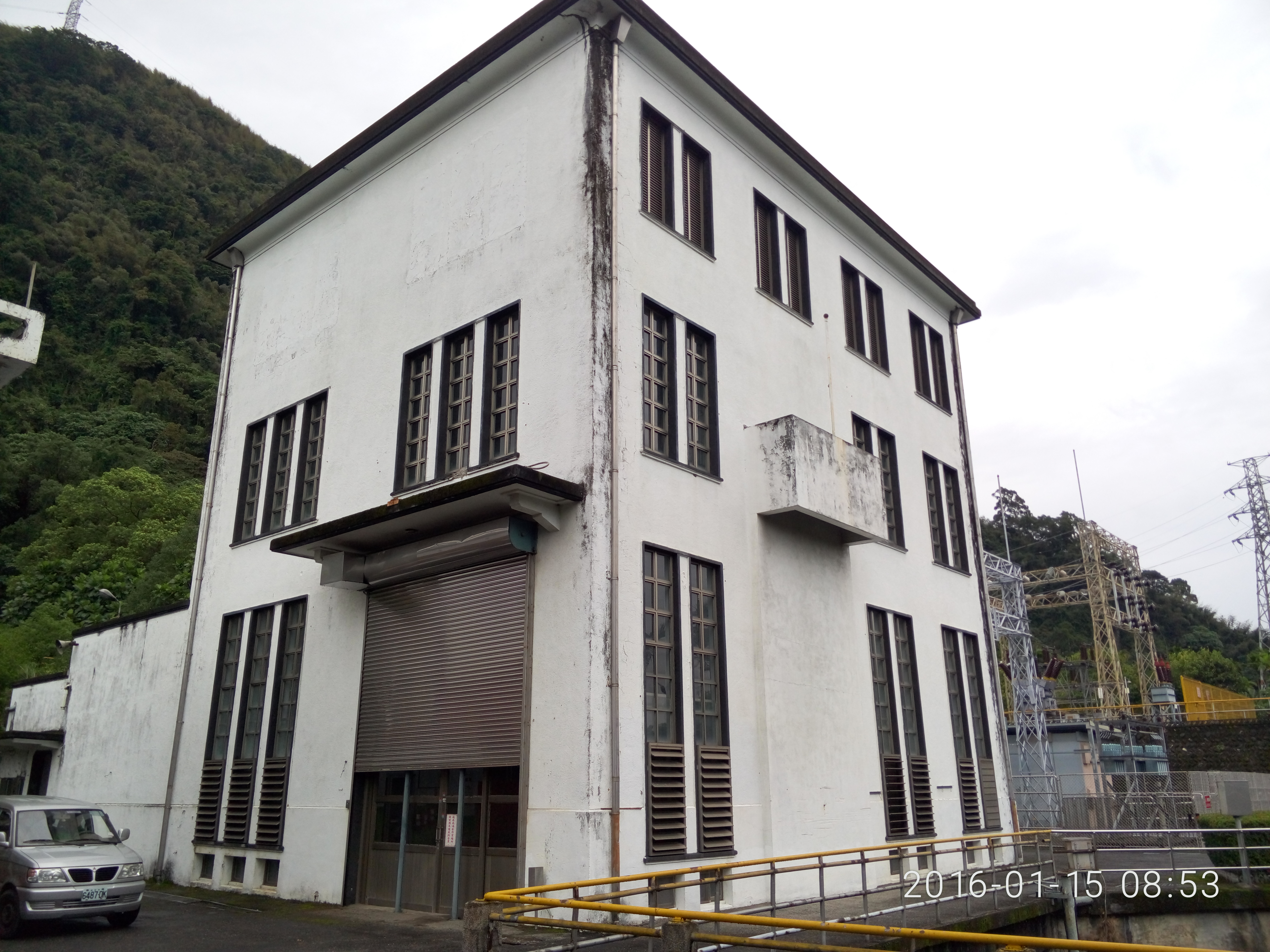
東部水力発電所初英支所

吉安郷（ジーアン/きつあん-きょう）は、台湾花蓮県の郷。

## 地理
吉安郷は花蓮県北東部に位置し、北は花蓮市と、西は秀林郷と、南は寿豊郷とそれぞれ接し、東は太平洋に面している。人口は県内第2位であり、花蓮市に次ぐ規模である。山地及び海岸地帯以外は、沖積平原に位置しているため地勢は平坦である。

## 歴史
吉安郷は古くは原住民であるアミ族の居住地であり、旧名をTsikasowanと称した。これはアミ語で「薪の多い所」という意味であり、漢人により台湾語で殆ど同音の七脚川とも表記された。
だが日本への割譲後の1908年（明治41年）、地元のアミ族が日本の官憲に対し蜂起したチカソワン事件が発生し、事後処理としてチカソワン（七脚川）社は解散させられた。台湾総督府は花蓮地区への内地人移民村の建設を積極的に推し進め、明治41年、「七腳川ノ原野ニハ最初德島縣吉野川沿岸ヨリ招致セル移住者多キト其字義又佳良ニテ母國人ノ耳ニ熟セルモノナルニ」依り、チカソワン社跡地は四国徳島県吉野川流域出身の移民が入植したことにちなんで吉野村（よしのむら）と改称され、1937年の東部地方制度改制の際に吉野庄が設置され花蓮港庁花蓮郡の管轄とされた。
戦後は花蓮県吉野郷と改編されたが、「吉野」という地名は日本を強く連想させることから1948年に吉安郷と改称されて現在に至っている。

## 行政区
| 村 |
| --- |
| 光華村、干城村、永興村、南華村、稲香村、仁和村、仁里村、宜昌村、南昌村、福興村、吉安村、東昌村、慶豊村、太昌村、北昌村、仁安村、勝安村、永安村 |

## 歴代郷長
| 代 | 氏名 | 任期 |
| -- | ---- | ---- |

## 教育

### 高級職業学校
- 私立中華高級工商職業学校

### 国民中学
- 花蓮県立吉安国民中学
- 花蓮県立化仁国民中学
- 花蓮県立宜昌国民中学

### 国民小学
| - 花蓮県立吉安国民小学 - 花蓮県立光華国民小学 - 花蓮県立化仁国民小学 - 花蓮県立宜昌国民小学 | - 花蓮県立太昌国民小学 - 花蓮県立南華国民小学 - 花蓮県立北昌国民小学 - 花蓮県立稲香国民小学 |

### 特殊学校
- 国立花蓮啓智学校

## 交通
| 種別 | 路線名称         | その他   |
| ---- | ---------------- | -------- |
| 鉄道 | 台東線           | 吉安駅   |
| 省道 | 台9線            | 花東公路 |
| 省道 | 台9丙線          |          |
| 省道 | 台11線           |          |
| 省道 | 台11甲線         |          |
| 県道 | 県道193号 (台湾) |          |

## 観光

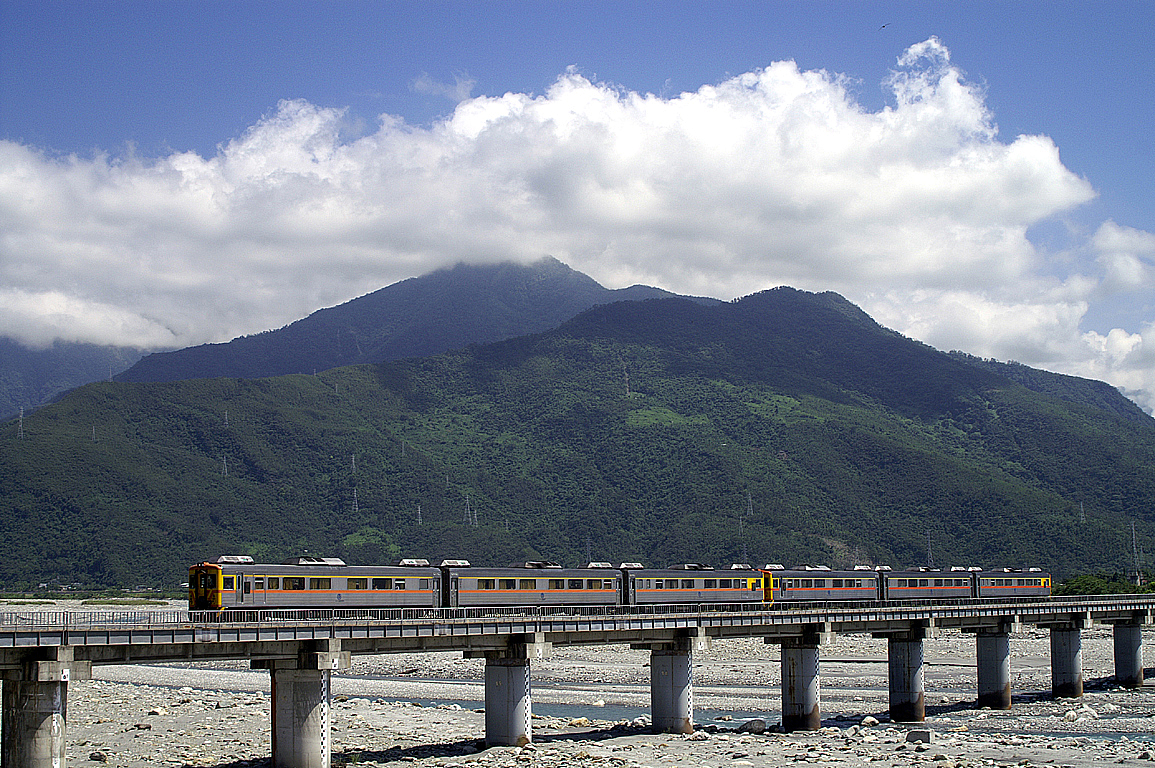
木瓜渓大橋の寿豊郷側から望む台東線木瓜渓橋梁と初英山。木瓜渓の向こう岸は吉安郷。

- アミ族豊年祭
- 知卡宣森林公園
- 花蓮勝安宮（中国語版）
- 慶修院
- 吉野村開村紀念碑
- 吉野神社鎮座紀念碑
- 横断道路開鑿紀念碑
- 花蓮煙葉廠
- 慈恵堂
- 南華観光花園
- 福園万石雅堂
- 楓林歩道
- 自強夜市
- 初英山
- 吉安圳（中国語版）